# Військові гроші
Військові гроші (військова валюта) — гроші, що випускаються в період війни.
«Військовими грошима» можуть називатися:
- будь-які гроші, що карбувалися і друкувалися під час війни і що відрізняються від звичайних грошей якістю зображення, легендою, формою — широке визначення військових грошей, що включає всі їх види («облогові монети», окупаційні валюти тощо);
- грошові знаки воєнного часу, що відрізнялися від монет мирного часу дешевшим матеріалом — більш вузьке визначення «військових грошей» (римські монети з пониженим вмістом металу, що випускалися після поразки при Каннах, далер Герца тощо).

## Окупаційні валюти
Окупаційні валюти — один з видів військових грошей, призначений для покриття військових витрат на окупованій території, а також засіб отримання прихованої контрибуції. Окупаційні грошові знаки випускалися як з назвами грошових одиниць країн-емітентів (наприклад — окупаційна рейхсмарка), так і з назвами грошових одиниць окупованих територій (наприклад — військовий лей). Між окупаційною валютою і місцевими грошовими знаками встановлюється примусовий курс, за яким здійснюється обмін однієї валюти на іншу.

## Галерея

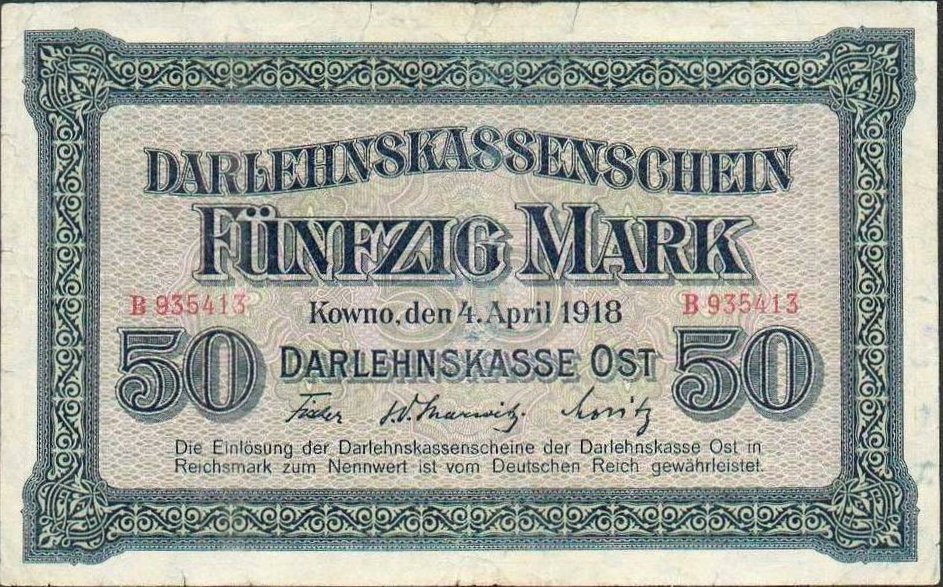
50 остмарок, 1918 року
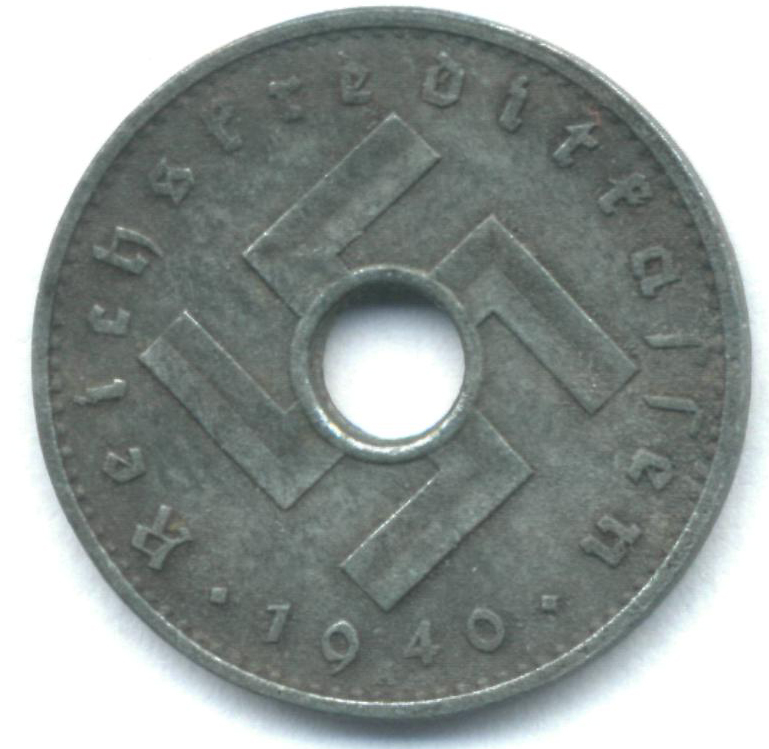
10 рейспфенігів, 1940 рік
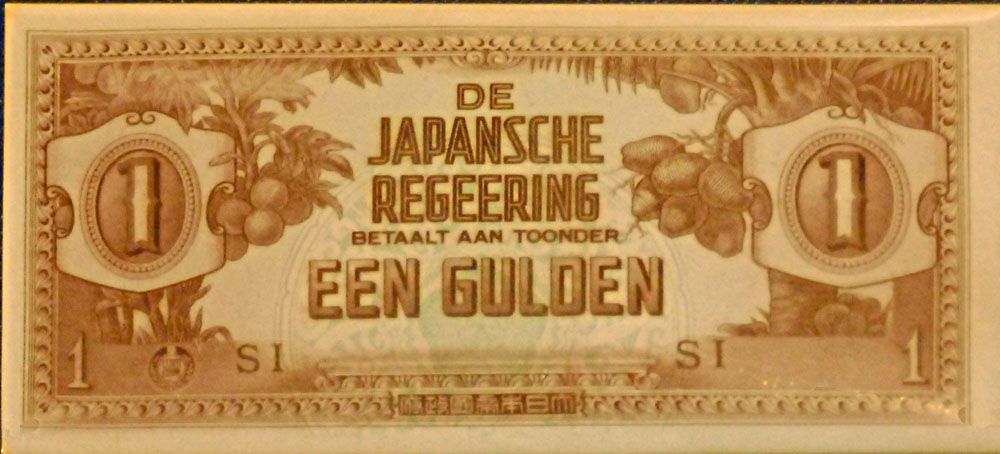
1 японський окупаційний гульден, 1942 року
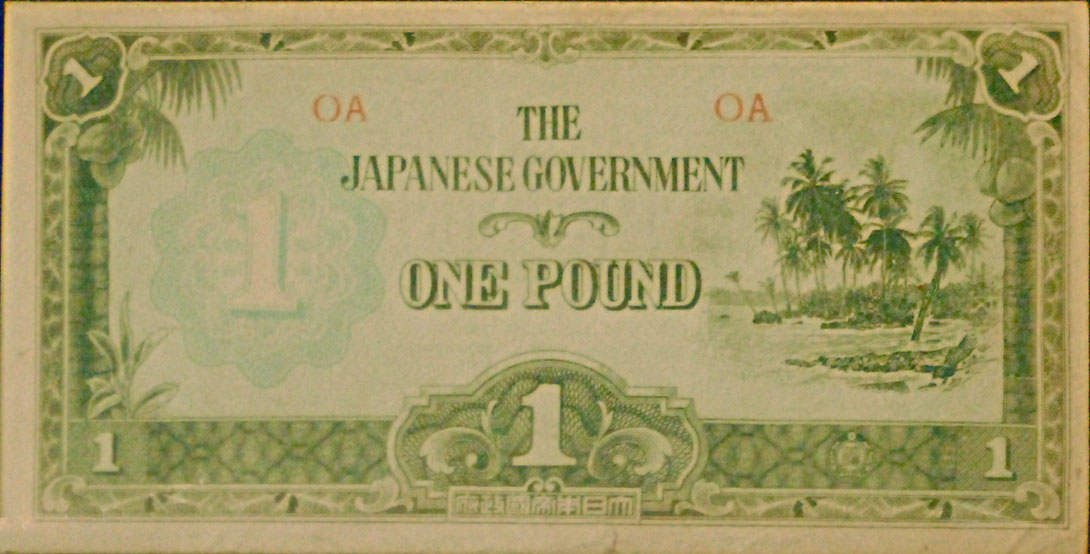
1 японський окупаційний фунт, 1942 року
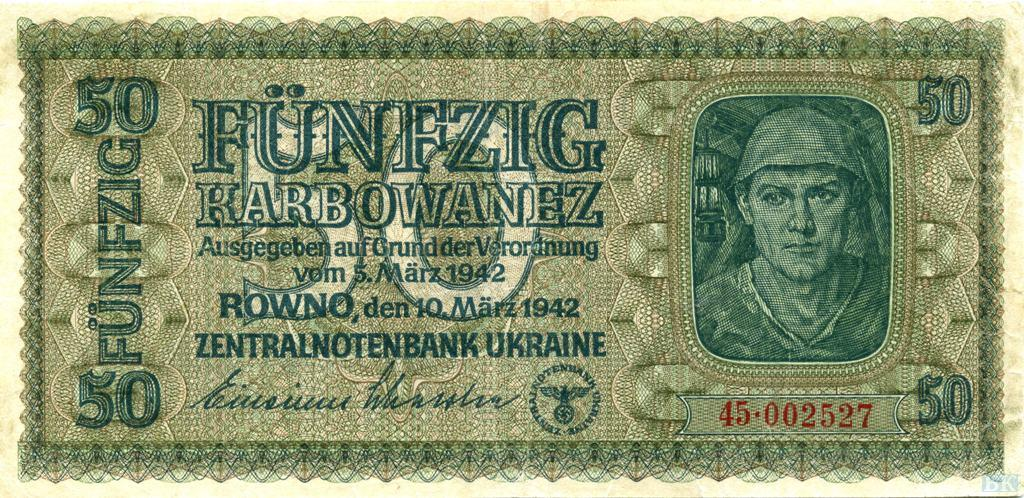
50 карбованців, 1942 року
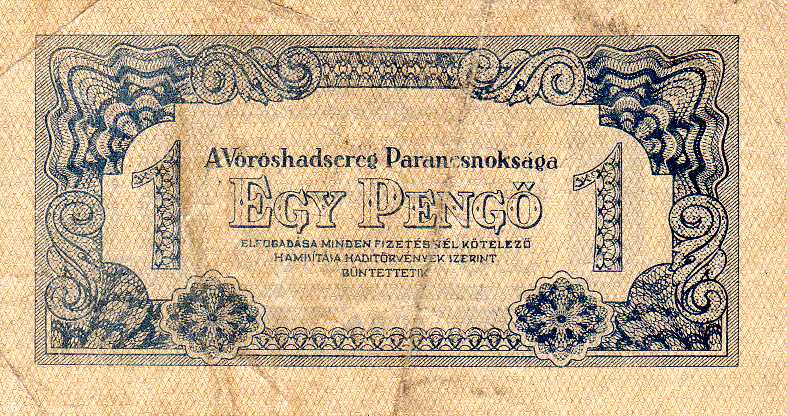
1 пенге, 1944 рік
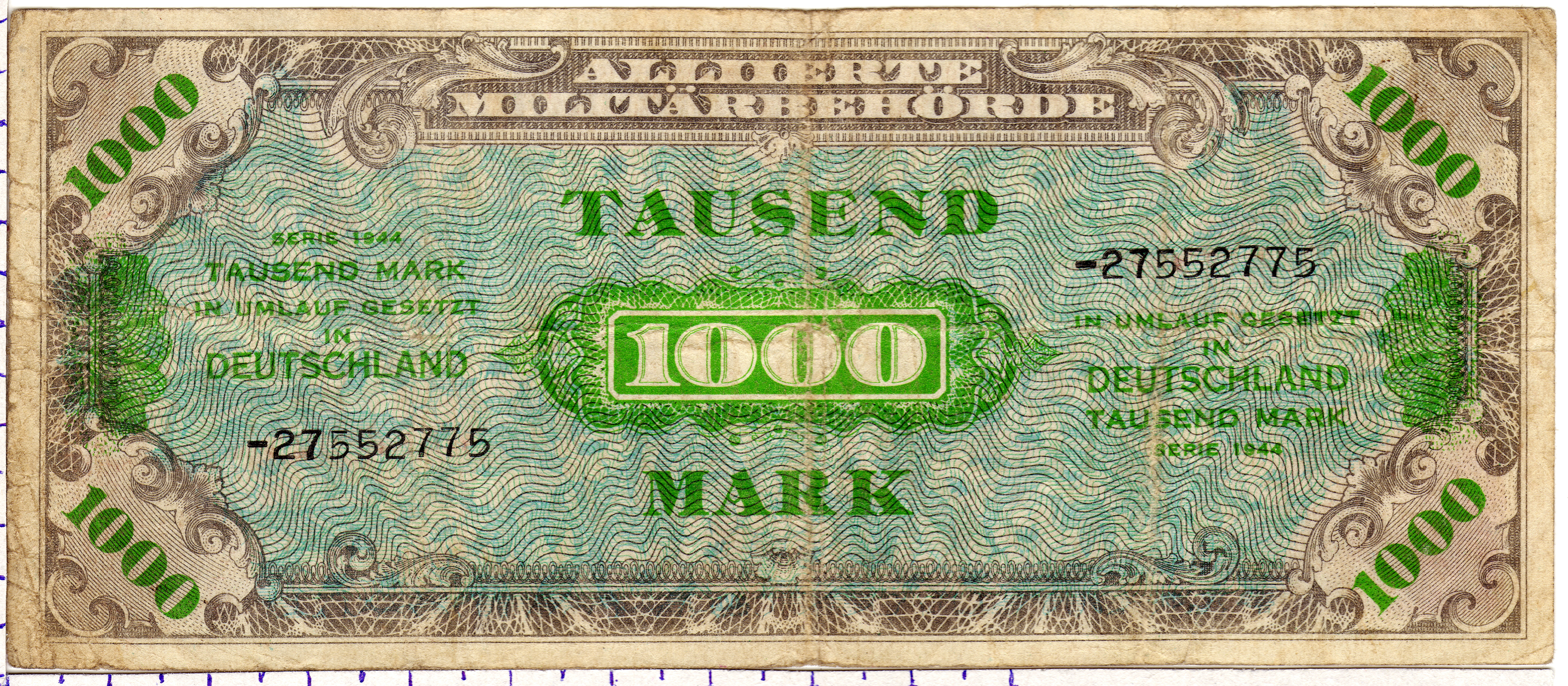
1000 марок, 1944 рік
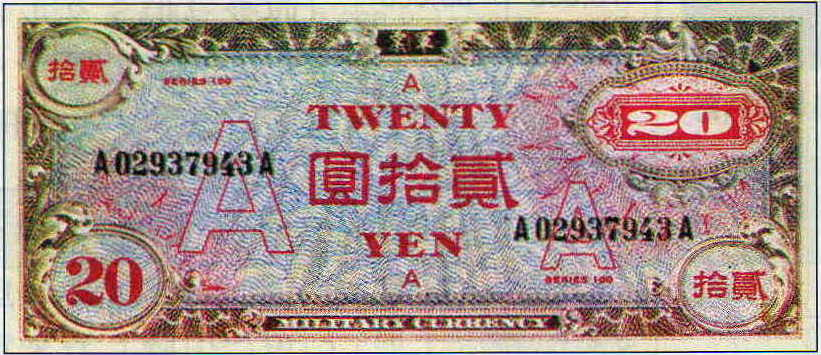
20 єн, 1945 рік